# Palazzo Bombardieri
Il palazzo Bombardieri è un palazzo storico situato nel centro storico di Rosignano Marittimo. Dal 1955 ospita il Museo civico archeologico. 

## Storia
Il palazzo, il cui nome deriva da una ricca famiglia di latifondisti locali che ne saranno proprietari nel corso del Settecento, è di origine cinquecentesca, quando, analogamente a quanto avviene per molti altri edifici del castello di Rosignano Marittimo, una serie di abitazioni preesistenti, di probabile origine basso-medievale, viene accorpata a costituire una residenza di tipo urbano. Alla stessa epoca è databile il massiccio torrione circolare costruito, da Cosimo II de' Medici per rafforzare le fortificazioni del castello esposto alle incursioni di pirati. Rifacimenti ed ampliamenti si susseguono nel corso dei secoli.
Divenuto edificio pubblico nell'Ottocento, è sede del vicariato e del tribunale. Il  suo assetto attuale è frutto di un restauro effettuato intorno al 1900 nell'ambito del più vasto piano di recupero, sociale ed urbanistico, del castello di Rosignano Marittimo. La progettazione dei vari ambienti ai diversi piani e il conseguente risultato formale ottenuto nel nuovo prospetto sono caratteristici del nuovo stile rinascimentale, dove la disposizione di porte e finestre seguivano criteri di simmetria e proporzionalità. Il portone di ingresso posto al centro dell'edificio, con la sua grigia cornice in pietra serena, segnala l'asse immaginario che separa le aperture disposte ai piani superiori, anch'esse incorniciate con montanti e architrave in pietra serena. Al piano nobile, il più importante, l'altezza del volume interno è maggiore ed i locali prendono luce ed aria dalle sette finestre rettangolari, mentre al piano superiore la loro altezza si riduce ad un terzo.
Al piano terra sono ancora visitabili le carceri cinquecentesche usate fino agli anni venti del Novecento.